# Benedikt (Slovinsko)

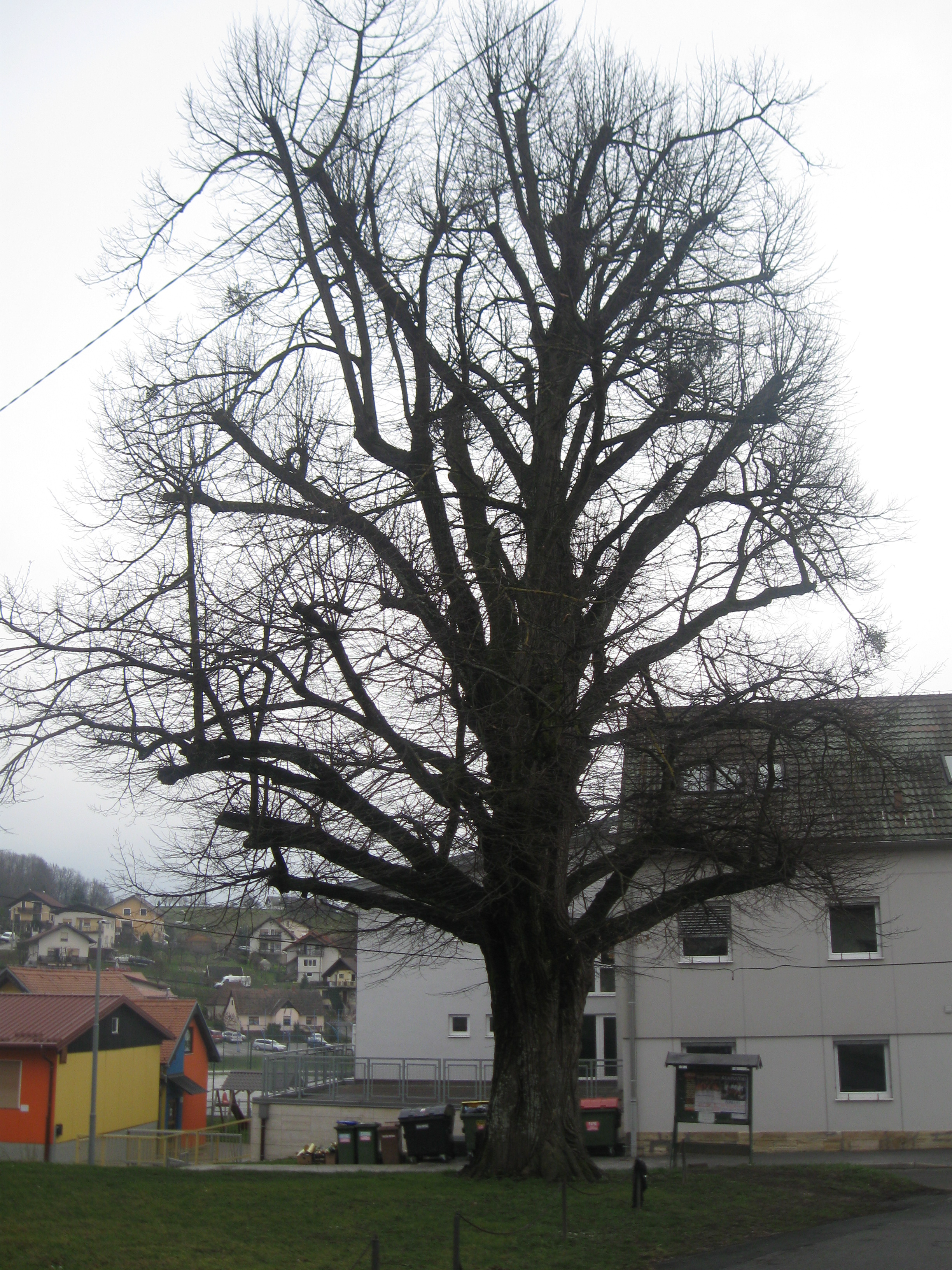
Lipa v Benediktu

Benedikt, do roku 1952 Sveti Benedikt v Slovenskih goricah, je jednou ze 13 vesnic v občině Benedikt, v Podrávském regionu ve Slovinsku. Je správním centrem občiny. V roce 2002 zde žilo 693 lidí.

## Poloha, popis
Nachází se v Podravském regionu. Rozloha obce je 24,1 km² a rozkládá se v nadmořské výšce zhruba 240 m. Obcí protéká od severu k jihu potok Drvanja.
Leží asi 8 km od města Lenart, které leží při dálnici A5 z Mariboru do Gornje Radgony.
Správní centrum občiny je obklopeno sídly: Drvanja, Trstenik, Štajngrova, Obrat, Spodnji Žerjavci a Spodnja Ročice.
V obci a jejím okolí jsou četné mohyly a hrobky, které však byly většinou vypleněny. Většina hrobů v okolí (Drvanja, Obrat, Trotkova) je z doby římské. Slavné jsou také pozůstatky základů římských domů. Předpokládá se, že tudy vedla římská silnice z Ptuje směrem do Gornje Radgony.
Ve vesnici roste jedna z největších lip Slovinska. Její obvod je 532 cm (měřeno v roce 1982), a výška 35 m. Má rozsáhlou kulatou korunu.